# Dobrotvor
Dobrotvor, dobročinitelj ili dobročinilac je ona osoba koja čini dobra djela bez traženja naknade, najčešće volontiranjem ili materijalnim potpomaganjem potrebitih osoba ili ustanova, vođen vlastitom savjesti ili suosjećanjem.
Pojam dobrotvora usko je povezan s pojmom čovjekoljupca (filantropa).